# Marais de Sionnet
Le marais de Sionnet, ou plaine de Sionnet, est une réserve naturelle qui borde la Seymaz sur le territoire des communes de Meinier et de Choulex. Après avoir été drainé au début du XXe siècle, un projet de renaturation de la rivière a permis de reconstituer des biotopes humides sur les parcelles de l'ancien marais, des Creuses et des Prés-de-L'Oie. Ces parcelles sont classés réserves naturelles,.

## Un site ornithologique

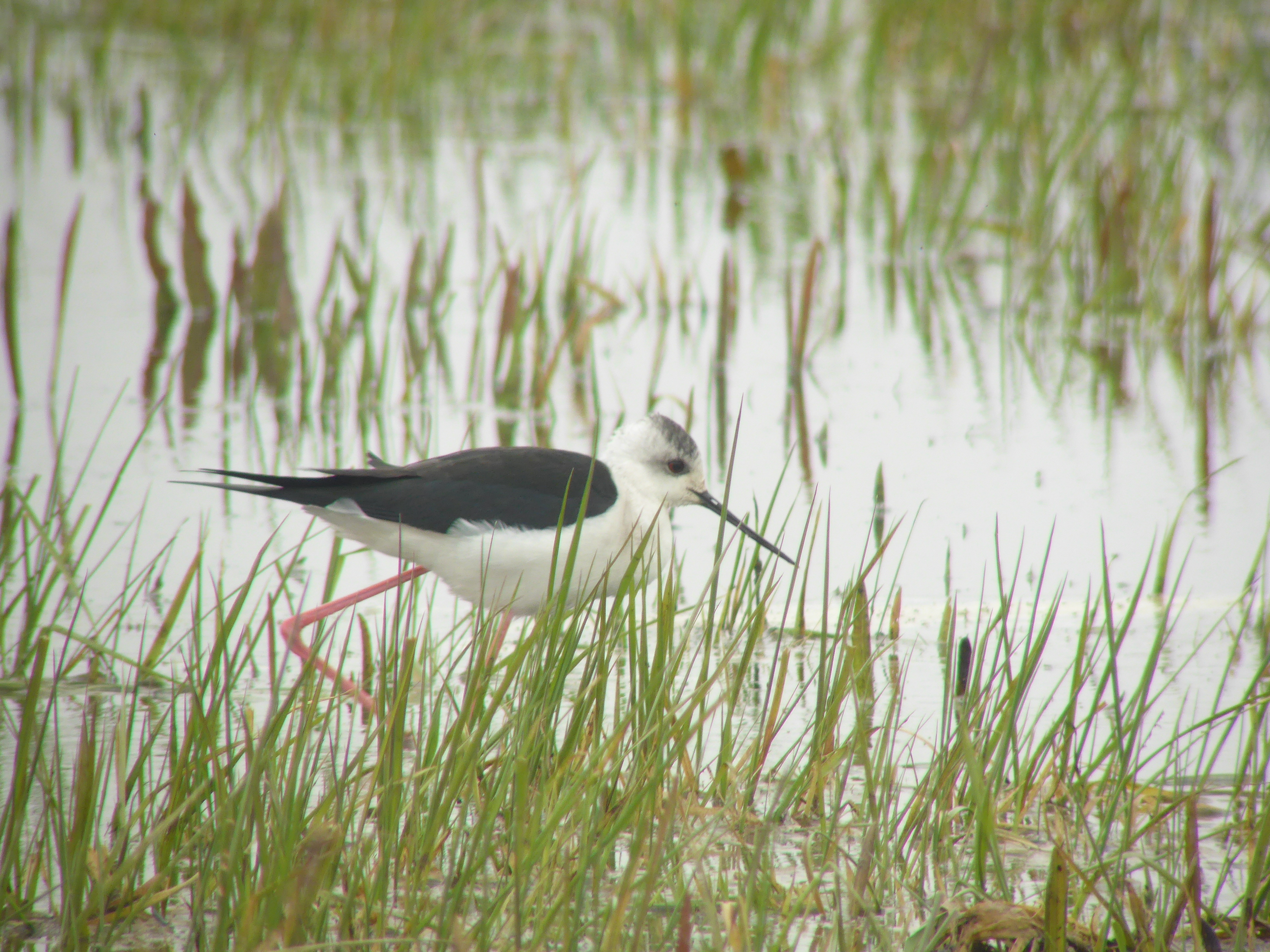
Une Échasse blanche dans un pré inondé, dans les marais de Sionnet.

Les marais de Sionnet est un site prisé par les ornithologues en toute saison : pendant la nidification, en hiver et en périodes de migration.